# Leon Hirszman
Leon Hirszman (Rio de Janeiro, 22 de novembro de 1937 — Rio de Janeiro, 15 de setembro de 1987) foi um cineasta brasileiro e um dos principais expoentes do movimento conhecido como Cinema Novo. Militante do Partido Comunista Brasileiro (PCB), sua obra é marcada pela influência de teses marxistas centrais nos debates políticos da América Latina e pela representação politizada da classe trabalhadora.

## Biografia
Ainda estudante de Engenharia iniciou suas atividades em cineclubes e ligou-se a Augusto Boal, Gianfrancesco Guarnieri e Oduvaldo Viana Filho. Começou suas atividades cinematográficas junto com sua vigorosa e consistente militância política, no movimento estudantil no Rio de Janeiro, tendo sido um dos fundadores do Centro Popular de Cultura (CPC), da União Nacional dos Estudantes (UNE).
Foi no CPC que ele realizou sua primeira produção, o curta "Pedreira de São Diogo", um dos cinco episódios do filme "Cinco vezes favela", lançado em 1962. Seu primeiro longa de ficção foi uma adaptação de Nelson Rodrigues, A Falecida, estrelada por Fernanda Montenegro e Ivan Cândido e que já versava sobre um dos temas caros a Leon: a alienação das classes populares.
Documentarista e autor de ficção, em sua obra figuram os documentários "Nelson Cavaquinho", "Megalópolis (1972)", "Ecologia" e "Sexta-feira da Paixão, Sábado de aleluia". Em 1971, ele realiza o longa-metragem "S. Bernardo", baseado na história homônima de Graciliano Ramos, que apesar do enorme sucesso de crítica, não conseguiu se transformar em sucesso de público.
Ainda na década de 1970 filmou os importantes documentários "Cantos do trabalho no campo" em 1976, o longa-metragem "Que país é esse? em 1977, "Rio, carnaval da vida em 1978 e realizou o longa "ABC da Greve", sobre o movimento operário da região do ABC paulista.
Em 1981 recebeu a consagração de público e crítica, e três prêmios no Festival de Veneza, também indicado ao Leão de Ouro, com o filme "Eles não usam black-tie", adaptação da peça teatral de Gianfrancesco Guarnieri, que escreveu com Leon o roteiro e os diálogos do filme. Gianfrancesco Guarnieri também trabalhou como ator no filme fazendo o papel de Otávio, o pai, militante e corajoso, que entra em conflito com o filho Tião (Carlos Alberto Riccelli), dividido entre suas aspirações por uma vida pequeno-burguesa ao lado da noiva Maria (Bete Mendes) e as exigências do movimento grevista. Guarnieri compôs com Fernanda Montenegro (genial no papel de Romana, mulher de Otávio), um dos momentos de maior expressividade do cinema: a cena em que ambos, desolados por causa da ruptura com o filho e pela morte do amigo Bráulio (Milton Gonçalves) se põem a catar feijão.
"Eles não usam black-tie" recebeu outros importantes prêmios como: Grande Prêmio Coral Negro no 3º Festival Internacional do Novo Cinema Latino-Americano, em 1981; Grande Prêmio do Festival dos Três Continentes e Espiga de Ouro do Festival Internacional de Vallodolid, também em 1981, alem do Prêmio Air France de 1982.
Leon Hirszman teve um papel extremamente importante na afirmação do cinema brasileiro e deixou vários textos onde se pode ler agudas reflexões sobre as condições da produção cinematográfica no Brasil, o mercado nacional e sua respectiva legislação de proteção, a Embrafilme, as correntes de criação cinematográfica e o cinema político.
Leon morreu vítima de AIDS, depois de quase um ano de tratamento, deixando três filhos: Irma, Maria e João Pedro, e sua companheira, Cláudia Fares Menhem.

## Filmografia
| † | indica ser documentário de longa-metragem | ‡ | indica ser documentário de curta-metragem |

| Ano       | Título                                     | Observações |
| --------- | ------------------------------------------ | --- |
| 1962      | Pedreira de São Diogo                      | além da direção, também assina o roteiro                                                                                       |
| 1964      | Maioria Absoluta †                         | além da direção, também assina o roteiro                                                                                       |
| 1965      | A Falecida                                 | além da direção, também assina o roteiro (com Eduardo Coutinho)                                                                |
| 1967      | Garota de Ipanema                          | além da direção, também assina o roteiro (com Eduardo Coutinho)                                                                |
| 1969      | Nelson Cavaquinho ‡                        | |
| 1969      | Sexta-Feira da Paixão, Sábado de Aleluia ‡ | |
| 1972      | S. Bernardo                                | além da direção, também assina o roteiro                                                                                       |
| 1973      | Megalópolis †                              | filme institucional |
| 1973      | Ecologia †                                 | filme institucional |
| 1974-1976 | Cantos de Trabalho †                       | trilogia com os curtas-metragem Mutirão, Cacau e Cana-de-Açúcar                                                                |
| 1976      | Que País É Este? †                         | além da direção, também assina o roteiro (com Zuenir Ventura)                                                                  |
| 1978      | Carnaval do Povo †                         | além da direção, também assina o roteiro (com Sérgio Cabral)                                                                   |
| 1981      | Eles Não Usam Black-Tie                    | além da direção, também assina o roteiro (com Gianfrancesco Guarnieri)                                                         |
| 1982      | Partido Alto †                             | além da direção, também assina o roteiro                                                                                       |
| 1988      | Imagens do Inconsciente †                  | lançamento póstumo; além da direção, também assina o roteiro (com Nise da Silveira)                                            |
| 1990      | ABC da Greve †                             | lançamento póstumo; finalizado sob supervisão do diretor de fotografia Adrian Cooper; além da direção, também assina o roteiro |
| 1995      | Cinema Brasileiro: Mercado Ocupado †       | lançamento póstumo; além da direção, também assina o roteiro                                                                   |
| 1996      | Bahia de Todos os Sambas †                 | lançamento póstumo; codireção (com Paulo Cesar Saraceni)                                                                       |
| 2014      | Posfácio: Imagens do Inconsciente †        | lançamento póstumo |

## Restauração da obra
A obra de Leon Hirszman vem sendo restaurada digitalmente e relançada em DVD pela Videofilmes. Já foram restaurados os seguintes títulos
DVDs 1 e 2 (2007)
- Eles não usam black-tie
- ABC da greve
- Pedreira de São Diogo (1962) – roteiro e direção
- Megalópolis (1972)
- Ecologia (1972)
- Deixa que eu falo (documentário de Eduardo Escorel sobre Hirszman)

DVD 3 (2008)
- S. Bernardo (1972) – roteiro e direção
- Maioria absoluta (1964) – roteiro e direção
- Cantos do trabalho: Cacau (1976) – direção
- Cantos do trabalho: Cana-de-açúcar (1976) – direção
- Cantos do trabalho: Mutirão (1975) – direção